# Fannia intermedia
Fannia intermedia är en tvåvingeart som beskrevs av Chillcott 1961. Fannia intermedia ingår i släktet Fannia och familjen takdansflugor. Inga underarter finns listade i Catalogue of Life.